# Dayr Yūsuf
Dayr Yūsuf är en ort i Jordanien.   Den ligger i guvernementet Irbid, i den norra delen av landet, 60 km norr om huvudstaden Amman. Dayr Yūsuf ligger 779 meter över havet och antalet invånare är 6 223.
Terrängen runt Dayr Yūsuf är huvudsakligen kuperad, men åt nordost är den platt. Runt Dayr Yūsuf är det tätbefolkat, med 427 invånare per kvadratkilometer. Närmaste större samhälle är Irbid, 9,0 km nordost om Dayr Yūsuf. Trakten runt Dayr Yūsuf består till största delen av jordbruksmark.